# Nowy Imielnik
Nowy Imielnik (dawn. Imielnik Nowy) – część miasta, osiedle w północno-wschodniej części Łodzi, na terenie Bałut, dawna wieś.
Administracyjnie Nowy Imielnik wchodzi w skład osiedla administracyjnego (jednostki pomocniczej gminy) Osiedle Wzniesień Łódzkich.

## Historia
Dawniej samodzielna miejscowość, od 1867 kolonia w gminie Dobra w powiecie brzezińskim. Pod koniec XIX wieku Imielnik liczył 205 mieszkańców. W okresie międzywojennym należał do powiatu brzezińskiego w woj. łódzkim. W 1921 roku liczba mieszkańców Nowego Imielnika wynosiła 111. 1 września 1933 Imielnik Nowy utworzył gromadę w granicach gminy Dobra obejmującą wsie Imielnik Nowy, Dobra i Nowiny.
Podczas II wojny światowej włączone do III Rzeszy. Po wojnie Imielnik Nowy powrócił do powiatu brzezińskiego w woj. łódzkim jako jedna z 18 gromad gminy Dobra. W związku z reorganizacją administracji wiejskiej jesienią 1954, Imielnik Nowy wszedł w skład nowej gromady Kalonka, a po jej zniesieniu 31 grudnia 1959 – do gromady Dobra. W 1971 roku ludność wsi wynosiła 244.
Od 1 stycznia 1973 w gminie Stryków w powiecie łódzkim. W latach 1975–1987 miejscowość należała administracyjnie do województwa łódzkiego.
1 stycznia 1988 Nowy Imielnik (288,31 ha) włączono do Łodzi.